# Thank U
Thank U è una canzone scritta da Alanis Morissette e Glen Ballard per il quarto album della Morissette Supposed Former Infatuation Junkie nel 1998. Il brano è stato pubblicato come singolo trainante del disco.
La Morissette ha scritto Thank U dopo essere tornata da un viaggio in India nel 1997. Nella canzone viene espressa tutta la gratitudine che la cantante ha sentito durante il viaggio. I versi del brano "thank you terror" ("grazie terrore") e "thank you frailty" ("grazie fragilità"), inducono a pensare ad un mix di sentimenti che vanno dal cinismo alla speranza.

## Il video
Il video per Thank U mostra una Alanis Morissette completamente nuda, con i lunghi capelli che le coprono il seno, camminare per la strada ed essere abbracciata dai passanti in diversi luoghi pubblici, come in un vagone della metropolitana o in un supermercato. A causa della totale nudità della cantante, per poter trasmettere il video in alcuni paesi come l'India, si sono dovute modificare alcune sequenze. Negli anni successivi, comunque il video è stato ritrasmesso nella sua versione integrale.

## Tracce
1. Thank U (album version) – 4:19
2. Pollyanna Flower (unreleased bonus track) – 4:07
3. Uninvited (demo) – 3:04

## Classifiche
| Chart (1998)                      | Peak position |
| --------------------------------- | ------------- |
| Australia                         | 15            |
| Austria                           | 10            |
| Belgio                            | 22            |
| Canada                            | 1             |
| Olanda                            | 8             |
| Nuova Zelanda                     | 17            |
| Norvegia                          | 3             |
| Svezia                            | 49            |
| Svizzera                          | 18            |
| Italia                            | 6             |
| U.S. Billboard Hot 100            | 17            |
| U.S. Billboard Modern Rock Tracks | 12            |
| U.S. Billboard Adult Top 40       | 1             |
| U.S. Billboard Top 40 Mainstream  | 2             |
| UK                                | 5             |